# Friedrich Reisch
 Friedrich Reisch (* 24. Oktober 1881 in Frankfurt am Main; † 18. Februar 1921 in München) war ein deutscher Musiker und Klassischer Philologe.

## Leben
Nach dem Abitur am Städtischen Gymnasium in Frankfurt studierte Reisch klassische Philologie und Sprachwissenschaft in Bonn und Berlin, u. a. bei Ulrich von Wilamowitz-Moellendorff, Anton Elter und Felix Solmsen, bei dem er seine Doktorarbeit schrieb. Er wurde Mitglied des Philologischen Vereins Bonn im Naumburger Kartellverband. Von 1. Oktober 1907 bis 30. September 1915 arbeitete er am Thesaurus linguae Latinae, gleichzeitig war er Solorepetitor am Münchner Nationaltheater. Anschließend war er Kapellmeister in Lübeck, Rostock und ab Oktober 1919 wieder in München. Ab 1. Mai 1920 bis zu seinem Tod war er wieder am Thesaurus linguae Latinae tätig.
Daneben hat er komponiert: Wilhelm Furtwängler führte am 5. März 1919 in Mannheim eine Symphonie von Reisch auf. In München kam im selben Jahr seine Bühnenmusik zum Drama Herakles von Frank Wedekind zur Aufführung. Drei Werke für Klavier zu vier Händen sind beim Tonger Verlag in Köln erschienen.
Reisch heiratete am 22. Januar 1911 Marie Margarete Gabriel Pidoll zu Quintenbach (geb. 13. September 1880) und hatte mit ihr zwei Söhne: Matthäus (geb. Mai 1912) und Paul (geb. August 1913). Mit seiner Frau verkehrte er im Gesellschaftskreis von Hedwig Pringsheim, bei der er regelmäßig musizierte. Dort lernte er Thomas Mann kennen, dem Reisch als Modell für Serenus Zeitblom, den Erzähler in Doktor Faustus, gedient haben könnte.
Reisch starb unerwartet an den Folgen einer Operation. Sein musikalischer Nachlass befindet sich in der Universitätsbibliothek der Goethe-Universität in Frankfurt am Main.

## Schriften
- De adiectivis graecis in -ιος, Bonn, 1907.
- Drei Werke für Klavier zu 4 Händen. P.J. Tonger Verlag, Köln, 1920.